# أوجان دوبوا
ماري أوجان فرانسوا توماس دوبوا (بالهولندية: Tomas Dubois)‏ (28 يناير، 1858 – 16 ديسمبر، 1940) عالم مستحاثات بشرية وجيولوجي هولندي. اكتسب الشهرة في جميع أنحاء العالم بسبب اكتشافه للإنسان القردي المنتصب، بالإنجليزية Pithecanthropus erectus (أُعيد تسميته لاحقًا بالإنسان المنتصب، بالإنجليزية Homo erectus) أو «إنسان جاوة». على الرغم من العثور على أحافير القردة العليا ودراستها من قبل، إلّا أنّ دوبوا كان أول عالم إنسان قد بادر في بحث هادف عنها.

## الحياة والعمل
وُلد دوبوا ونشأ في قرية إيسدن في ليمبورخ، حيث كان والده جان دوبوا عطّارًا، وبعد ذلك عمدة. اهتمّ بجميع ظواهر عالم الطبيعة، استكشف أوجان «الكهوف» («غروتن» وهي في الواقع مناجم أحجار جيرية تحت الأرض) في جبل سانت بيتر، وكدّس مجموعات من أجزاء النبات، والأحجار، والحشرات، والأصداف، والجماجم الحيوانية. التحق بالمدرسة في ليمبورغ سيتي في روموند في سن 12 و 13، إذ عاش مع أسرة هناك، وبعدها ترك الدراسة. حضر عندما كان في روموند المحاضرات التي قدّمها عالم الأحياء الألماني كارل فوجت حول نظرية التطور الجديدة لتشارلز داروين.
عارض دوبوا خطة والده التي رسمها له للسير على خطاه، وقرر بعد تشجيع أساتذته، دراسة الطب في جامعة أمستردام عام 1877. درّس التشريح عندما كان طالبًا في كلتا مدرستي الفنون الجديدة المميزة القابعة في متحف ريكز (متحف أمستردام الحكومي)، وهما المدرسة الحكومية للفنون التطبيقية، والمدرسة العادية الحكومية لمعلّمي الرسم. أنهى درجة دراسته الطبية في عام 1884. رفض عرضًا من جامعة أوتريخت ليشغل منصب مُحاضر. قرر بدلًا من ذلك، وبناءً على دعوة أستاذ التشريح الخاص به ماكس فوربرينجر، أن يتدرب بصفة أكاديمي. درس التشريح المُقارن بين العامين 1881 و 1887، وأصبح مساعد فوربرينجر. بحث في حنجرة الفقاريات في عام 1885، وهذا ما قاده إلى تطوير فرضية تطور لهذا العضو. بالرغم من هذا، كان اهتمامه الرئيسي يصب في التطور البشري، متأثرًا بإرنست هيكل، الذي استقرأ توجّب وجود أنواع وسيطة بين القرد والإنسان.
ساهم دوبوا بمقال حول تشريح الحوت في كتاب عالم الحيوان للهولندي ماكس ويبر، استوحى المقال من اكتشاف جديد لأحافير جديدة للنياندرتال في بلدة سباي البلجيكية، إذ قضى عطلته في البحث عن الأحافير بجوار مسقط رأسه. وجد بعض الجماجم البشرية من عصر ما قبل التاريخ في هينكبوت، بالقرب من قرية ريكولت، حيث اكتُشف منجم صوّان من عصر ما قبل التاريخ في عام 1881.
من منطلق وجوب كون أصول الأنواع البشرية في المناطق المدارية، انضم إلى الجيش الهولندي في عام 1887، وخطط للرحيل إلى جزر الهند الشرقية الهولندية (مستعمرة هولندية، وحاليًا جزء من إندونيسيا المستقلة)، وهذا ما أصاب زملاؤه الأكاديميين بالهلع. انتقل مع زوجته وابنته حديثة الولادة إلى المستعمرة للبحث عن الحلقة المفقودة في التطور البشري (كان مقتنعًا بشكل راسخ أنّ هنالك حلقة مفقودة واحدة فقط).

### اكتشافات القردة العليا
بحث دوبوا بين عامي 1887 و 1895 في المواقع المحتملة بالقرب من الأنهار وفي الكهوف، أولًا في جزيرة سومطرة، ومن ثم في جزيرة جاوة الإندونيسية.  
في عام 1891، اكتشف دوبوا بقايا لما وصفه «أنواع بين الإنسان والقردة». دعا اكتشافه بالإنجليزية Pithecanthropus erectus («الإنسان القردي الذي يقف منتصبًا») أو إنسان جاوة. تُصنف في يومنا هذا بمثابة إنسان منتصب بالإنجليزية Homo erectus («الإنسان الذي يقف منتصبًا»). كانت هذه العينات الأولى التي عُثر عليها خارج أفريقيا أو أوروبا لبقايا القردة العليا التي عاشت في وقت مبكر. أنجز دوبوا العمل الميداني في هذه الفترة في مواقع مثل سانغيران في جاوة الوسطى، وترينيل في جاوة الشرقية.

## وصلات خارجية
- أوجان دوبوا على موقع الموسوعة البريطانية (الإنجليزية)